# Локални избори у Србији 2016.
Локални избори у Србији 2016. су одржани 24. априла заједно са парламентарним и покрајинским.
Локални избори нису одржани у 14 локалних самоуправа у којима мандат властима није истекао, односно одлука о расписивању избора није важила за општине у којима су одржани ванредни локални избори у периоду од 2013. до 2015. године, а то су: Београд, Зајечар, Аранђеловац, Бор, Врбас, Ковин, Косјерић, Лучани, Мајданпек, Медвеђа, Мионица, Неготин, Оџаци и Пећинци.

## Резултати

### Резултати у великим срединама

#### Нови Сад[1]
| Странка                                                                               | Гласови | %      | Мандати |
| ------------------------------------------------------------------------------------- | ------- | ------ | ------- |
| Александар Вучић — Србија побеђује (СНС, СДПС, ПУПС, НС, ПС, СПО, СНП, ПСС)           | 70.084  | 40,41  | 38      |
| Доста је било — Саша Радуловић                                                        | 16.841  | 9,71   | 9       |
| др Војислав Шешељ — Српска радикална странка                                          | 14.800  | 8,53   | 8       |
| Ивица Дачић — Социјалистичка партија Србије, Јединствена Србија Драган Марковић Палма | 14.336  | 8,27   | 7       |
| Лига социјалдемократа Војводине — Ненад Чанак                                         | 12.602  | 7,27   | 7       |
| Демократска странка — Уједињени региони Србије — др Вељко Крстоношић                  | 11.748  | 6,77   | 6       |
| Зелена Странка                                                                        | 2.787   | 1,61   | 1       |
| Савез војвођанских Мађара — Иштван Пастор                                             | 2.462   | 1,42   | 1       |
| Ниједан од понуђених одговора                                                         | 1.982   | 1,14   | 1       |
| Остали                                                                                | 25.776  | 14,87  | 0       |
| Укупно                                                                                | 173.418 | 100,00 | 78      |

#### Ниш[2]
| Странка                                                                               | Гласови | %      | Мандати |
| ------------------------------------------------------------------------------------- | ------- | ------ | ------- |
| Александар Вучић — Србија побеђује (СНС, СДПС, ПУПС, НС, ПС, СПО, СНП, ПСС)           | 46.878  | 38,99  | 28      |
| Ивица Дачић — Социјалистичка партија Србије, Јединствена Србија Драган Марковић Палма | 13.577  | 11,29  | 8       |
| Ниш мој град! — Демократска странка, СДС, НПС, ЛДП, УРС                               | 13.094  | 10,89  | 7       |
| Доста је било — Саша Радуловић                                                        | 9.905   | 8,24   | 5       |
| др Војислав Шешељ — Српска радикална странка                                          | 8.423   | 7,01   | 5       |
| Двери — Демократска странка Србије                                                    | 6.615   | 5,50   | 4       |
| Искрено за Ниш, Момир Стојановић                                                      | 6.136   | 5,10   | 3       |
| Руска странка — др Мирослав Милосављевић                                              | 1.788   | 1,49   | 1       |
| Остали                                                                                | 13.698  | 11,39  | 0       |
| Укупно                                                                                | 120.230 | 100,00 | 61      |

#### Крагујевац[3]
| Странка                                                                               | Гласови | %      | Мандати |
| ------------------------------------------------------------------------------------- | ------- | ------ | ------- |
| Александар Вучић — Србија побеђује (СНС, СДПС, ПУПС, НС, ПСС)                         | 31.360  | 34,79  | 40      |
| Верољуб Верко Стевановић — Заједно за Крагујевац (Демократска странка, ЗЗС, УРС)      | 19.363  | 21,48  | 24      |
| Ивица Дачић — Социјалистичка партија Србије, Јединствена Србија Драган Марковић Палма | 8.446   | 9,37   | 10      |
| Борис Тадић — За наш град-СДС                                                         | 4.735   | 5,25   | 6       |
| Сви за Крагујевац — Милан Урошевић – (ЛДП - СПО)                                      | 4.658   | 5,17   | 6       |
| Руска странка — Илија Радовановић                                                     | 1.074   | 1,19   | 1       |
| Остали                                                                                | 20.492  | 22,74  | 0       |
| Укупно                                                                                | 90.128  | 100,00 | 87      |

#### Чачак[4]
| Странка                                                                                       | Гласови | %      | Мандати |
| --------------------------------------------------------------------------------------------- | ------- | ------ | ------- |
| Александар Вучић — Србија побеђује (СНС, СДПС, ПУПС, ПС, СПО, ПСС)                            | 21.911  | 38,92  | 35      |
| Двери — За спас Чачка - Бошко Обрадовић                                                       | 13.460  | 23,91  | 21      |
| Нова Србија — Велимир Илић                                                                    | 4.467   | 7,93   | 7       |
| За напреднији Чачак — др Александар Радојевић                                                 | 3.906   | 6,94   | 6       |
| Ивица Дачић — Социјалистичка партија Србије - Јединствена Србија - Демократска странка Србије | 3.739   | 6,64   | 5       |
| Странка Руса Србије — РУС — Млади за Чачак                                                    | 1.062   | 1,89   | 1       |
| Остали                                                                                        | 5.955   | 10,57  | 0       |
| Укупно                                                                                        | 56.295  | 100,00 | 75      |

#### Краљево[5]
| Странка | Гласови | %      | Мандати |
| --- | ------- | ------ | ------- |
| Александар Вучић — Србија побеђује (СНС, СДПС, ПУПС, ПС, СПО, СНП, ПСС)                                                            | 21.681  | 37,56  | 34      |
| Ивица Дачић — Социјалистичка партија Србије - Јединствена Србија — Драган Марковић Палма                                           | 7.030   | 12,18  | 11      |
| Двери — Да вратимо живот Краљеву - Драган Весовић                                                                                  | 3.800   | 6,58   | 6       |
| Група грађана Локални фронт | 3.404   | 5,90   | 5       |
| Група грађана Староседеоци Краљева и околине — Саво Вељковић                                                                       | 3.148   | 5,45   | 5       |
| др Војислав Шешељ — Српска радикална странка                                                                                       | 3.099   | 5,37   | 5       |
| За боље и праведно Краљево (Демократска странка-Либерално-демократска партија-Русинска демократска странка-НПС) — Вукомир Митровић | 3.019   | 5,23   | 4       |
| Остали | 10.954  | 18,98  | 0       |
| Укупно | 57.716  | 100,00 | 70      |

#### Ужице[6]
| Странка | Гласови | %      | Мандати |
| --- | ------- | ------ | ------- |
| Александар Вучић — Србија побеђује (СНС, СДПС, ПУПС, НС, ПС, ПСС)                                                                                        | 17.131  | 43,89  | 34      |
| Јован Марковић — Најбоље за Ужице (Демократска странка, Либерално-демократска партија, Социјалдемократска странка, Српска народна партија, Нова странка) | 7.548   | 19,34  | 15      |
| Ивица Дачић — Социјалистичка партија Србије, Јединствена Србија Драган Марковић Палма, Активна Србија                                                    | 4.508   | 11,55  | 8       |
| др Војислав Шешељ — Српска радикална странка | 2.392   | 6,13   | 4       |
| Демократска странка Србије — Српски покрет Двери, Сложно-Ужички!                                                                                         | 2.284   | 5,85   | 4       |
| Зелена Странка | 1.365   | 3,50   | 2       |
| Остали | 2.632   | 6,74   | 0       |
| Укупно | 39.031  | 100,00 | 67      |

#### Шабац[7]
| Странка                                                                                         | Гласови | %      | Мандати |
| ----------------------------------------------------------------------------------------------- | ------- | ------ | ------- |
| Александар Вучић — Србија побеђује (СНС, ПУПС)                                                  | 22.180  | 34,43  | 28      |
| Небојша Зеленовић — Шабац је наш (Заједно за Србију, Демократска странка, Српски покрет обнове) | 20.776  | 32,25  | 26      |
| Победа за Шабац — Немања Пајић (Западна Србија, Левица Србије, Нова странка, Нова Србија)       | 8.693   | 13,49  | 11      |
| Ивица Дачић — Социјалистичка партија Србије, Јединствена Србија Драган Марковић Палма           | 3.250   | 5,04   | 4       |
| Остали                                                                                          | 7.636   | 12,21  | 0       |
| Укупно                                                                                          | 62.535  | 100,00 | 69      |

#### Пожаревац[8]
| Странка                                                                     | Гласови | %      | Мандати |
| --------------------------------------------------------------------------- | ------- | ------ | ------- |
| Александар Вучић — Србија побеђује (СНС, СДПС, ПУПС, НС, ПС, СПО, СНП, ПСС) | 17.118  | 44,88  | 38      |
| Ивица Дачић — Социјалистичка партија Србије                                 | 7.949   | 20,84  | 17      |
| Демократска странка                                                         | 2.878   | 7,55   | 6       |
| Група грађана "Искорак" др. Звонко Благојевић                               | 2.077   | 5,45   | 4       |
| "Млади за будућност Пожаревца" Даворка Митровић                             | 651     | 1,71   | 1       |
| Странка Руса Србије — РУС — Милош Цветановић                                | 567     | 1,49   | 1       |
| Руска странка — Милена Миња Павловић                                        | 510     | 1,34   | 1       |
| Остали                                                                      | 6.392   | 16,76  | 0       |
| Укупно                                                                      | 38.142  | 100,00 | 68      |

### Златиборски управни округ

#### Скупштинаопштине Ариље
| Странка                                   | Бр. гласова | % гласова | Мандати |
| ----------------------------------------- | ----------- | --------- | ------- |
| Александар Вучић – Србија побеђује        | ?           | 39,83%    | ?       |
| Др Зоран Мићовић ДС, СДС, Нова странка    | ?           | 25,30%    | ?       |
| ГГ Можемо боље Ирена Мијаиловић           | ?           | 9,79%     | ?       |
| Српска радикална странка                  | ?           | 7,54%     | ?       |
| СПС                                       | ?           | 6,02%     | ?       |
| ГГ Покрет радника и сељака Драгиша Терзић | ?           | 5,31%     | ?       |

Излазност: ?
Извор: https://web.archive.org/web/20160429104651/http://izbori.blic.rs/rezultati/opstinski-izbori/opstina/132/Arilje

#### Скупштинаопштине Бајина Башта
| Странка                            | Бр. гласова | % гласова | Мандати |
| ---------------------------------- | ----------- | --------- | ------- |
| Александар Вучић – Србија побеђује | ?           | 39,00%    | ?       |
| Ивица Дачић - СПС                  | ?           | 18,10%    | ?       |
| Демократска странка                | ?           | 10%       | ?       |
| Др Војислав Шешељ - СРС            | ?           | 9,30%     | ?       |
| ДСС                                | ?           | 8,60%     | ?       |
| Двери                              | ?           | 7,80%     | ?       |

Излазност: 55%
Извор: https://web.archive.org/web/20160429102702/http://izbori.blic.rs/rezultati/opstinski-izbori/opstina/135/Bajina-Basta

#### Скупштинаопштине Нова Варош
| Странка                            | Бр. гласова | % гласова | Мандати |
| ---------------------------------- | ----------- | --------- | ------- |
| Александар Вучић - Србија Побеђује | 3673        | ?         | 12      |
| ГГ "Нови људи за Нову Варош"       | 2369        | ?         | 7       |
| Демократска странка                | 1644        | ?         | 5       |
| Ивица Дачић - СПС                  | 599         | ?         | 1       |
| Нова Србија - Велимир Илић         | 562         | ?         | 1       |
| СДП - За Нову Варош                | 307         | ?         | 1       |

Излазност: ?
Извор: http://izbori.blic.rs/rezultati/opstinski-izbori/opstina/131/Nova-Varos%5B%5D

#### Скупштинаопштине Пожега
| Странка                                                         | Бр. гласова | % гласова | Мандати |
| --------------------------------------------------------------- | ----------- | --------- | ------- |
| Александар Вучић Србија Побеђује – др Милан Божић               | 6300        | 43,83%    | 25      |
| Милован Мићовић – За нашу Пожегу – ДС – СПО – ЛДП – Нова        | 3253        | 22,63%    | 13      |
| Ивица Дачић – СПС – ЈС – Драган Марковић Палма – Микан Јанковић | 1937        | 13,47%    | 7       |
| Др Војислав Шешељ СРС - Владан Ковачевић                        | 1182        | 8,22%     | 4       |
| Двери за здравију општину Пожега – Чедомир Мандић               | 849         | 5,90%     | 3       |

Излазност: 57,91%
Извор: https://web.archive.org/web/20160430191933/http://izbori.blic.rs/rezultati/opstinski-izbori/opstina/137/Pozega

#### Скупштинаопштине Чајетина
| Странка                                         | Бр. гласова | % гласова | Мандати |
| ----------------------------------------------- | ----------- | --------- | ------- |
| Коалиција СНП – ДСС – ПУПС „Милан Стаматовић“   | 5615        | 58,02%    | 21      |
| Александар Вучић – Србија побеђује              | 1987        | 20,53%    | 7       |
| ГГ „Златиборски поглед – Рајко Пелверовић Пела“ | 986         | 10,19%    | 3       |

Излазност: 77,57%
Извор: http://webrzs.stat.gov.rs/WebSite/userFiles/file/Izbori/LokalniIzbori2016.pdf

### Јабланички управни округ

#### Скупштинаопштине Црна Трава[9]
| Странка                                     | Бр. гласова | % гласова | Мандати |
| ------------------------------------------- | ----------- | --------- | ------- |
| Александар Вучић – Србија побеђује          | 867         | 84,09%    | 17      |
| Социјалистичка партија Србије – Ивица Дачић | 115         | 11,15%    | 2       |

### Моравички управни округ

#### Скупштинаопштине Горњи Милановац
| Странка | Бр. гласова | % гласова | Мандати |
| ------- | ----------- | --------- | ------- |
| СНС-НС  | ?           | 39,90%    | ?       |
| СПС-ЈС  | ?           | 34,57%    | ?       |

Излазност: ?
Извор: https://web.archive.org/web/20161220035053/http://izbori.blic.rs/rezultati/opstinski-izbori/opstina/141/Gornji-Milanovac

#### Скупштинаопштине Ивањице
| Странка                                  | Бр. гласова | % гласова | Мандати |
| ---------------------------------------- | ----------- | --------- | ------- |
| СНС                                      | ?           | 34,07%    | ?       |
| Група грађана Миломир Зорић              | ?           | 19,83%    | ?       |
| Нова Србија                              | ?           | 13,41%    | ?       |
| СПС                                      | ?           | 8,29%     | ?       |
| Коалиција СДС-ЛДП-ЛСВ "Савез за Ивањицу" | ?           | 5,71%     | ?       |

Излазност: 59,25%
Извор: https://web.archive.org/web/20161220042058/http://izbori.blic.rs/rezultati/opstinski-izbori/opstina/138/Ivanjica

### Јужнобачки управни округ

#### Скупштина општине Сремски Карловци[10]
| Странка                                | Мандати |
| -------------------------------------- | ------- |
| СНС                                    | 13      |
| Сложно за Карловце - Миленко Филиповић | 5       |
| Покрет социјалиста                     | 2       |
| СРС                                    | 2       |
| Двери/ДСС                              | 2       |
| СПС                                    | 1       |
| Укупно                                 | 25      |

### Шумадијски управни округ

#### Скупштинаопштине Баточина
| Странка                                                | % гласова | Мандати |
| ------------------------------------------------------ | --------- | ------- |
| Александар Вучић – Србија побеђује                     | 39,01%    | 17      |
| Демократска странка – др Ана Аничић                    | 26,85%    | 11      |
| Јединствена Србија – Драган Марковић Палма             | 6,74%     | 3       |
| Социјалистичка партија Србије – Ивица Дачић            | 5,62%     | 2       |
| Група грађана Заједно за Баточину – Верољуб Стевановић | 5,15%     | 2       |

#### Скупштинаопштине Лапово[11][12]
| Странка                                   | % гласова | Мандати |
| ----------------------------------------- | --------- | ------- |
| Сви за Лапово – Саша Ивковић              | 33,89%    | 11      |
| Александар Вучић – Србија побеђује        | 29,77%    | 10      |
| Најбоље за Лапово – Небојша Милетић       | 10,03%    | 3       |
| Група грађана – За живот Лапова           | 7,99%     | 2       |
| Српска радикална странка – Војислав Шешељ | 5,76%     | 2       |
| Руска странка – Петровић Горан (м)        | 3,13%     | 1       |

#### Скупштинаопштине Рача[13]
| Странка   | % гласова | Мандати |
| --------- | --------- | ------- |
| СДС – ЛДП | 34,49%    | ?       |
| СНС       | 29,44%    | ?       |
| ДС        | 11,95%    | ?       |
| СПС       | 11,80%    | ?       |

#### Поморавски управни округ

##### Јагодина
| Бр.                                         | Странка                                                                                                 | Број гласова | Проценат | Мандати |
| ------------------------------------------- | --- | ------------ | -------- | ------- |
| 1.                                          | Коалиција СПС, ЈС                                                                                       | 18.781       | 54,10%   | 21      |
| 2.                                          | Коалиција СНС, СДПС, НС                                                                                 | 9.154        | 26,37%   | 10      |
| 3.                                          | Социјалдемократска странка – Борис Тадић                                                                | 1.639        | 4,72%    | 0       |
| 4.                                          | Српска радикална странка                                                                                | 1.251        | 3,60%    | 0       |
| 5.                                          | Коалиција ДСС, Двери                                                                                    | 1.219        | 3,51%    | 0       |
| 6.                                          | Коалиција ДС, ЛДП, СПО, ЗЗС                                                                             | 1.134        | 3,27%    | 0       |
| 7.                                          | Коалиција Странка Руса Србије, Источна алтернатива, Српски отаџбински фронт, Српска лига, Мађарска лига | 818          | 2,36%    | 0       |
| 8.                                          | Руска странка                                                                                           | 526          | 1,52%    | 0       |
| 9.                                          | Коалиција ДУР, УПР, УРОС                                                                                | 195          | 0,56%    | 0       |
| Укупно                                      | Укупно                                                                                                  | 34.717       | 100,00%  | 21      |
| Важећи листићи                              | Важећи листићи                                                                                          | 34.717       | 95,99%   |         |
| Неважећи листићи                            | Неважећи листићи                                                                                        | 1.451        | 4,01%    |         |
| Укупно                                      | Укупно                                                                                                  | 36.168       | 100,00%  | 21      |
| Бирачи уписани у бирачке спискове/излазност | Бирачи уписани у бирачке спискове/излазност                                                             | 64.437       | 56,13%   |         |
| Извор: стр. 62                              | |              |          |         |

##### Деспотовац
| Бр.                                         | Странка                                     | Број гласова | Проценат | Мандати |
| ------------------------------------------- | ------------------------------------------- | ------------ | -------- | ------- |
| 1.                                          | Коалиција СНС, ПУПС                         | 6.434        | 50,75%   | 25      |
| 2.                                          | Коалиција ДС, СДС                           | 3.068        | 24,20%   | 11      |
| 3.                                          | Коалиција СПС, ЈС, НС                       | 2.005        | 15,81%   | 7       |
| 4.                                          | Руска странка                               | 730          | 5,76%    | 2       |
| 5.                                          | Српска радикална странка                    | 442          | 3,49%    | 0       |
| Укупно                                      | Укупно                                      | 12.679       | 100,00%  | 45      |
| Важећи листићи                              | Важећи листићи                              | 12.679       | 97,31%   |         |
| Неважећи листићи                            | Неважећи листићи                            | 351          | 2,69%    |         |
| Укупно                                      | Укупно                                      | 13.033       | 100,00%  | 45      |
| Бирачи уписани у бирачке спискове/излазност | Бирачи уписани у бирачке спискове/излазност | 23.592       | 55,24%   |         |
| Извор: стр. 62                              |                                             |              |          |         |

##### Параћин
| Бр.                                         | Странка                                     | Број гласова | Проценат | Мандати |
| ------------------------------------------- | ------------------------------------------- | ------------ | -------- | ------- |
| 1.                                          | Коалиција ДС, ЛДП, НОВА СТРАНКА             | 9.222        | 31,29%   | 19      |
| 2.                                          | Групе грађана - укупно                      | 9.597        | 32,57%   | 17      |
| 3.                                          | Коалиција СНС, СДПС                         | 6.812        | 23,12%   | 14      |
| 4.                                          | Коалиција СПС, ЈС                           | 2.347        | 7,96%    | 4       |
| 5.                                          | Српско Руски покрет – Слободан Димитријевић | 528          | 1,79%    | 1       |
| 6.                                          | Српска радикална странка                    | 532          | 1,81%    | 0       |
| 7.                                          | Двери                                       | 430          | 1,46%    | 0       |
| Укупно                                      | Укупно                                      | 29.468       | 100,00%  | 55      |
| Важећи листићи                              | Важећи листићи                              | 29.468       | 97,00%   |         |
| Неважећи листићи                            | Неважећи листићи                            | 911          | 3,00%    |         |
| Укупно                                      | Укупно                                      | 30.393       | 100,00%  | 55      |
| Бирачи уписани у бирачке спискове/излазност | Бирачи уписани у бирачке спискове/излазност | 49.529       | 61,36%   |         |
| Извор: стр. 62                              |                                             |              |          |         |

##### Рековац
| Бр.                                         | Странка                                                                                                 | Број гласова | Проценат | Мандати |
| ------------------------------------------- | --- | ------------ | -------- | ------- |
| 1.                                          | Социјалистичка партија Србије                                                                           | 2.048        | 30,25%   | 11      |
| 2.                                          | Српска напредна странка                                                                                 | 1.878        | 27,74%   | 10      |
| 3.                                          | Социјалдемократска странка – Борис Тадић                                                                | 890          | 13,15%   | 4       |
| 4.                                          | Јединствена Србија                                                                                      | 728          | 10,75%   | 4       |
| 5.                                          | Демократска странка                                                                                     | 461          | 6,81%    | 2       |
| 6.                                          | Групe грађана - укупно                                                                                  | 370          | 5,47%    | 2       |
| 7.                                          | Коалиција ДСС, Двери                                                                                    | 274          | 4,05%    | 0       |
| 8.                                          | Коалиција Странка Руса Србије, Источна алтернатива, Српски отаџбински фронт, Српска лига, Мађарска лига | 121          | 1,79%    | 0       |
| Укупно                                      | Укупно                                                                                                  | 6.770        | 100,00%  | 33      |
| Важећи листићи                              | Важећи листићи                                                                                          | 6.770        | 96,87%   |         |
| Неважећи листићи                            | Неважећи листићи                                                                                        | 219          | 3,13%    |         |
| Укупно                                      | Укупно                                                                                                  | 6.989        | 100,00%  | 33      |
| Бирачи уписани у бирачке спискове/излазност | Бирачи уписани у бирачке спискове/излазност                                                             | 9.685        | 72,16%   |         |
| Извор: стр. 63                              | |              |          |         |

##### Свилајнац
| Бр.                                         | Странка                                     | Број гласова | Проценат | Мандати |
| ------------------------------------------- | ------------------------------------------- | ------------ | -------- | ------- |
| 1.                                          | Групе грађана - укупно                      | 6.474        | 46,97%   | 24      |
| 2.                                          | Коалиција СНС, СДПС, ПУПС, ПС               | 5.309        | 38,52%   | 19      |
| 3.                                          | Коалиција СПС, ЈС                           | 1.284        | 9,32%    | 4       |
| 4.                                          | Коалиција ДСС, Двери                        | 717          | 5,20%    | 0       |
| Укупно                                      | Укупно                                      | 13.784       | 100,00%  | 47      |
| Важећи листићи                              | Важећи листићи                              | 13.784       | 96,01%   |         |
| Неважећи листићи                            | Неважећи листићи                            | 573          | 3,99%    |         |
| Укупно                                      | Укупно                                      | 14.360       | 100,00%  | 47      |
| Бирачи уписани у бирачке спискове/излазност | Бирачи уписани у бирачке спискове/излазност | 25.145       | 57,11%   |         |
| Извор: стр. 63                              |                                             |              |          |         |

##### Ћуприја
| Бр.                                         | Странка                                     | Број гласова | Проценат | Мандати |
| ------------------------------------------- | ------------------------------------------- | ------------ | -------- | ------- |
| 1.                                          | Коалиција СНС, ПУПС                         | 9.950        | 64,81%   | 30      |
| 2.                                          | Групе грађана - укупно                      | 1.939        | 12,63%   | 4       |
| 3.                                          | Коалиција СПС, ЈС                           | 1.108        | 7,22%    | 3       |
| 4.                                          | Коалиција ДСС, Двери                        | 662          | 4,31%    | 0       |
| 5.                                          | Коалиција СДС, ЛДП                          | 609          | 3,97%    | 0       |
| 6.                                          | Демократска странка                         | 574          | 3,74%    | 0       |
| 7.                                          | Српска народна партија – Ненад Поповић      | 510          | 3,32%    | 0       |
| Укупно                                      | Укупно                                      | 15.352       | 100,00%  | 37      |
| Важећи листићи                              | Важећи листићи                              | 15.352       | 96,66%   |         |
| Неважећи листићи                            | Неважећи листићи                            | 530          | 3,34%    |         |
| Укупно                                      | Укупно                                      | 15.882       | 100,00%  | 37      |
| Бирачи уписани у бирачке спискове/излазност | Бирачи уписани у бирачке спискове/излазност | 29.893       | 53,13%   |         |
| Извор: стр. 63                              |                                             |              |          |         |